# Przemysław Słowikowski
Przemysław Słowikowski (Gdynia, 20 de noviembre de 1993) es un deportista polaco que compite en atletismo, especialista en las carreras de relevos. Ganó una medalla de bronce en el Campeonato Europeo de Atletismo de 2022, en la prueba de 4 × 100 m.

## Palmarés internacional
| Campeonato Europeo | Campeonato Europeo | Campeonato Europeo | Campeonato Europeo |
| Año                | Lugar              | Medalla            | Prueba             |
| ------------------ | ------------------ | ------------------ | ------------------ |
| 2022               | Múnich (Alemania)  | Medalla de bronce  | 4 × 100 m          |